# Bethlehem (Karolina Północna)
Bethlehem – jednostka osadnicza w Stanach Zjednoczonych, w stanie Karolina Północna, w hrabstwie Alexander.